# Pneumonoultramicroscopicsilicovolcanoconiosis
Pneumonoultramicroscopicsilicovolcanoconiosis är en form av lunginflammation orsakad av inandat vulkanstoft. Det finns inget botemedel mot sjukdomen och den drabbade avlider i regel kort efter att symptomen uppstått. Ett annat ord för sjukdomen är silikos.

## Symptom
- Andningssvårigheter
- Hosta
- Trötthet
- Aptitförlust och viktminskning
- Bröstsmärtor
- Feber

I vissa svåra fall uppkommer även:
- Cyanos (blå hud)
- Cor polmunale (skador på högra kammaren i hjärtat)